# Vnitřní Město (Trutnov)
Vnitřní Město je část okresního města Trutnov. Prochází zde silnice I/16. V roce 2009 zde bylo evidováno 148 adres. V roce 2001 zde trvale žilo 603 obyvatel.
Vnitřní Město leží v katastrálním území Trutnov o výměře 11,15 km2.